# Juan de Sariñena

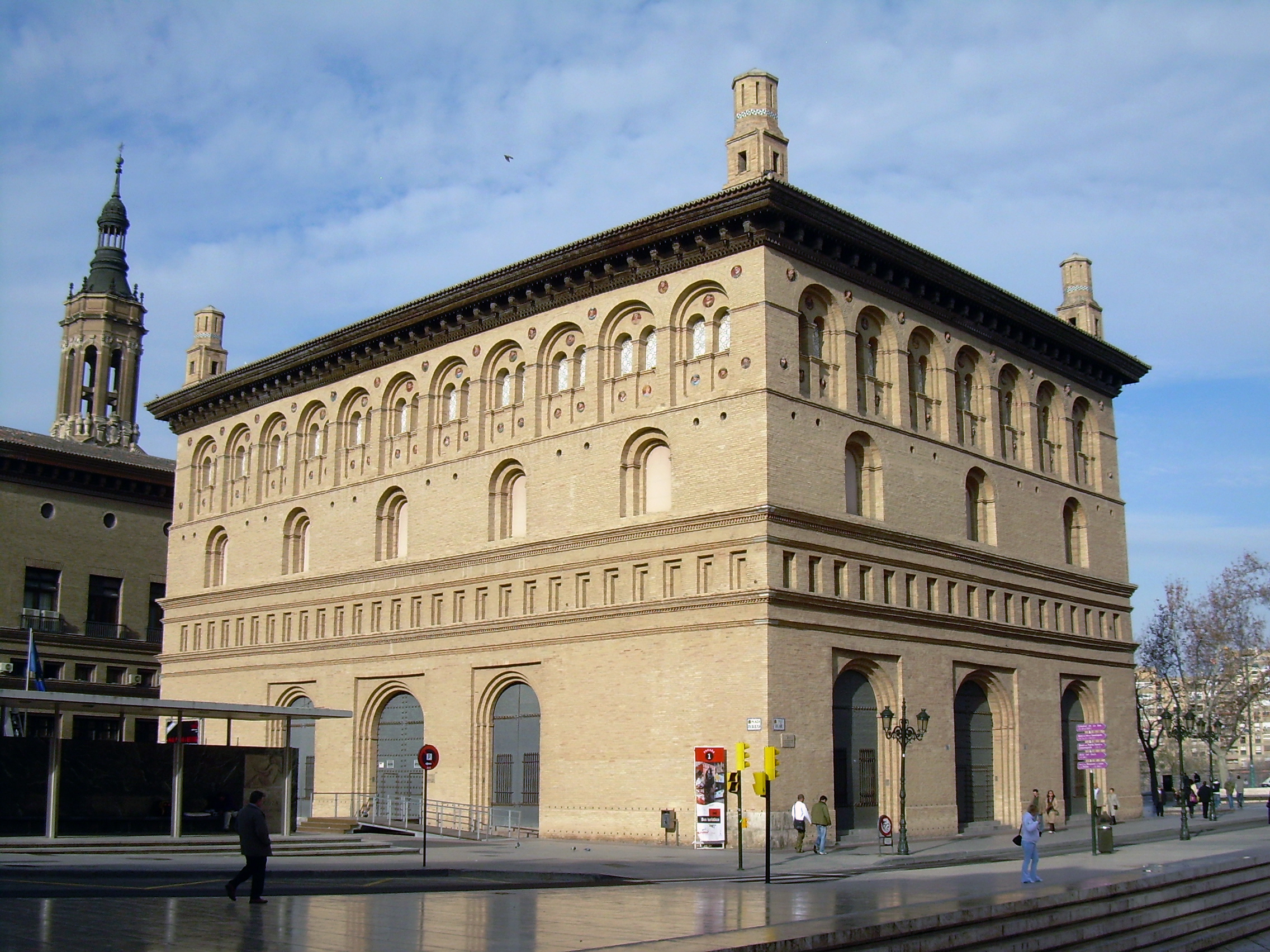
Lonja de Zaragoza

Juan de Sariñena (? - 1545) fue un arquitecto activo en Zaragoza en la primera mitad del siglo XVI, conocido principalmente por ser el artífice de La Lonja de esta ciudad.
Era un reconocido arquitecto a principios del siglo XVI, pues participó en la obra de la Torre Canal Imperial dNueva, erigida en 1504. Su actividad como maestro de obras en las primeras décadas del siglo XVI es ingente. Entre sus edificaciones de estos años destaca la de la torre de la iglesia de San Pedro de Pastriz, en Zaragoza, terminada en 1514. Otra intervención notable fue su actuación en la Seo de Barbastro (iniciada en 1517), en la que sucedió al maestro Luis de Santa Cruz. 
En 1521 inicia sus reformas en la sacristía y la biblioteca del monasterio de San Agustín. También colaboró en obras de ampliación y mejora de la Iglesia de San Pablo y de la por entonces Santa María la Mayor, hoy conocida como El Pilar, actuación que data de 1522. Asimismo, su ofició sirvió en 1528 al empeño de la construcción de una etapa de la obra de la iglesia de Santa Lucía y colaboró en la edificación en 1536 de la torre de la iglesia del Portillo.
Todos estos trabajos le valieron los cargos de «maestro de ciudad» (equivalente a lo que hoy sería arquitecto municipal) y de maestro de la Diputación General desde 1520, año en que fallece quien ocupaba este puesto, su hermano Antón de Sariñena. Debido a este puesto, participó en los trabajos de evaluación de la toma de agua de la ciudad de Zaragoza o en el inicio de la construcción de la Cequia del Ebro o Cequia de Gallur, que sería el inicio del posterior Canal Imperial de Aragón. 
Sin embargo, su obra cumbre como arquitecto de la ciudad de Zaragoza, es la edificación de la Lonja de Mercaderes. Por iniciativa de los mercaderes y ciudadanos y del propio arzobispo y virrey, Hernando de Aragón, su proyecto para la erección de la Lonja fue escogido entre muchos otros presentados, y las obras comenzaron en 1541. A su muerte en 1545, el edificio estaba prácticamente terminado, a falta de su cerramiento.